# Simó de Guardiola y Hortoneda

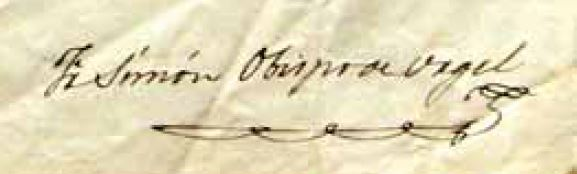
Unterschrift

Simó de Guardiola y Hortoneda, katalanische Schreibweise Simó de Guardiola i Hortoneda (* 6. Juni 1773 in L’Aleixar, Tarragona; † 26. August 1851 in La Seu d’Urgell) war ein spanischer Geistlicher und Politiker. Er war von 1827 bis 1851 Bischof von Urgell und Copríncep episcopal del Principat d’Andorra (bischöflicher Kofürst von Andorra).

## Werdegang
Simó de Guardiola y Hortoneda stammte aus einer Familie des niederen Adels. Er war Benediktiner in Montserrat, wo er studierte und später auch lehrte und 1797 zum Priester geweiht wurde. Zwischen 1806 und 1814 war er Kaplan des Klosters San Plácido in Madrid. Er wurde zum Abt von Montserrat gewählt und führte diese Aufgabe von 1814 bis 1817 aus. Er begann mit dem Wiederaufbau des Klosters, der Wiedereinführung von Gottesdiensten und der Wiederaufnahme der Schulbildung.
Simó de Guardiola y Hortoneda wurde 1827 als erster Katalane zum Bischof von Urgell geweiht. Bei Ausbruch des Ersten Carlistenkriegs 1833 leitete er die Carlisten-Versammlung des Fürstentums, bevor diese vom Prätendenten institutionalisiert wurde. 1835 wurde er aus Spanien vertrieben und ließ sich in Montpellier nieder, von wo aus er während des Bürgerkriegs die Diözese Urgell regierte (er schaffte es heimlich, die Seminare zu bestellen, was ein feindliches Dekret der liberalen Regierung provozierte). Er wurde zusammen mit dem Erzbischof von Kuba und Joaquim de Sentmenat i de Vilallonga Teil der Carlisten-Versammlung in Montpellier. In der Zwischenzeit leitete der Kanonikus Canal, ein Vertrauter Simó de Guardiola y Hortonedas, die Ko-Regimentsversammlung von Urgell, und sein Neffe Josep Ignasi Dalmau i de Baquer war Sekretär der Junta Governativa de Catalunya (Verwaltungsrat von Katalonien). Die Andorraner verweigerten ihm die Unterstützung, da sie ihre Neutralität gefährdet sahen und schickten ihn zum Bischof von Albi, der mit päpstlicher Zustimmung in die Souveränität des Bischofsprinzen versetzt wurde, ein einzigartiger Fall in der Geschichte Andorras. Gleichzeitig versuchte die spanische Regierung, das Bistum zu unterdrücken, indem sie versuchte, sich direkt an den Angelegenheiten von Andorra zu beteiligen. Sie ernannte einen Sonderkommissar und traf nach Abgabe des Bischofs Vereinbarungen direkt mit dem Syndikus und dem Generalrat (1834, 1841 und 1850). Der Bischof verteidigte sich, indem er den französischen Ko-Prinzen um Unterstützung bat (Denkschrift für Lluís Felip von 1841).
Simó de Guardiola y Hortoneda kehrte 1847 nach La Seu d’Urgell zurück. Er starb am 26. August 1851 in La Seu d’Urgell und wurde im Convent de l’Ensenyança beigesetzt.